# Deutsche Tourenwagen Masters

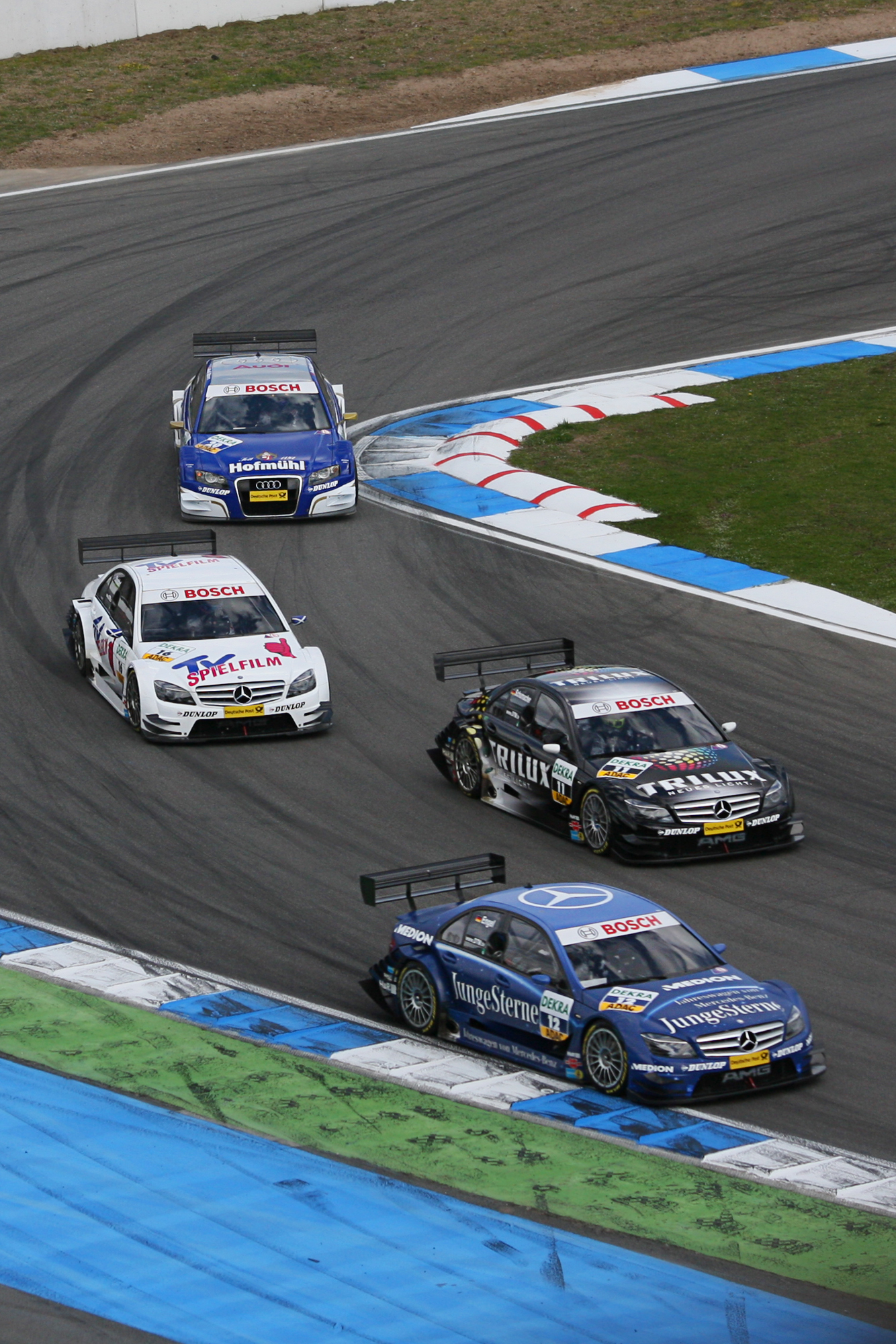
DTM på Hockenheimring i april 2008.

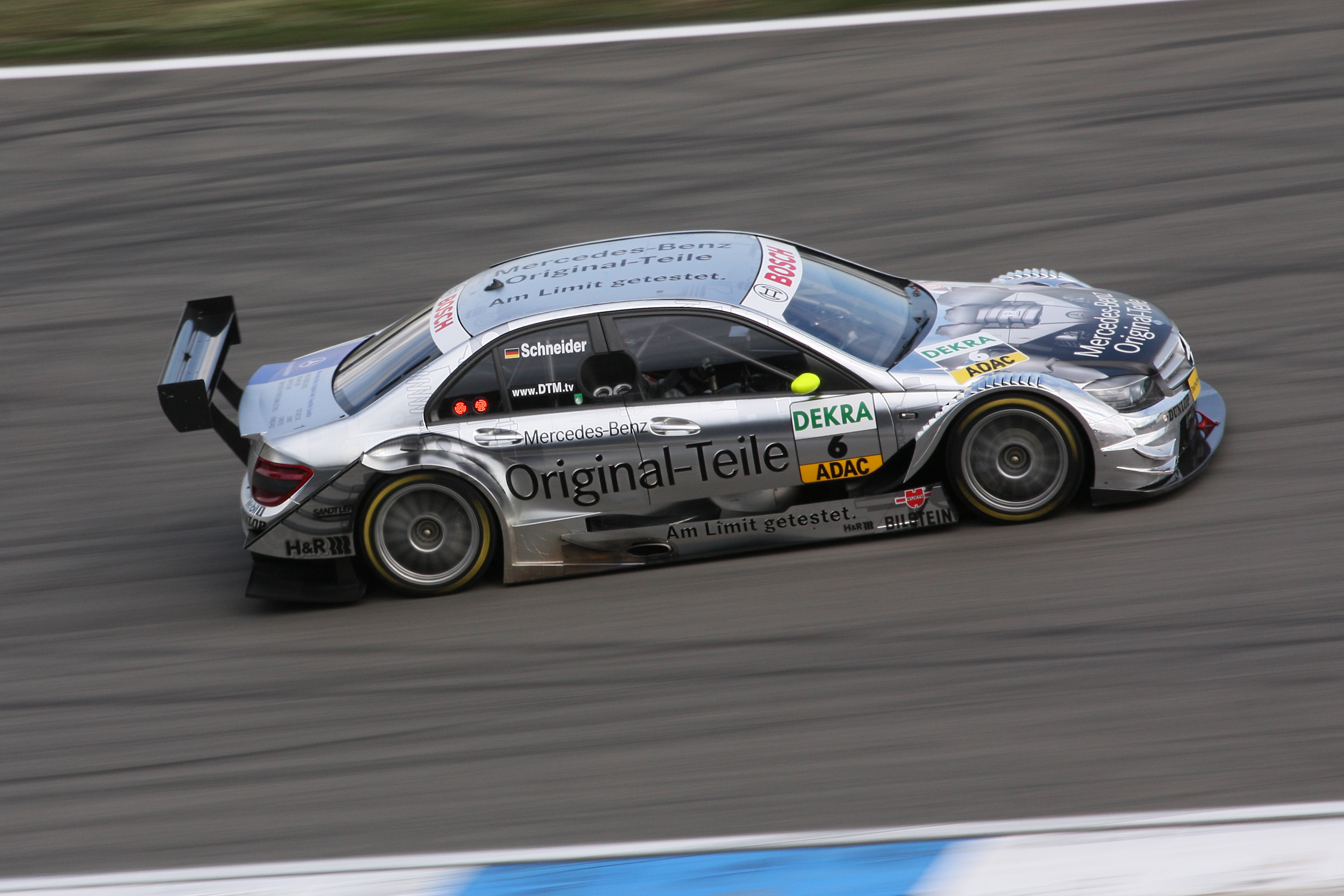
Bernd Schneider i Mercedes-Benz W204 på Hockenheimring 2008.

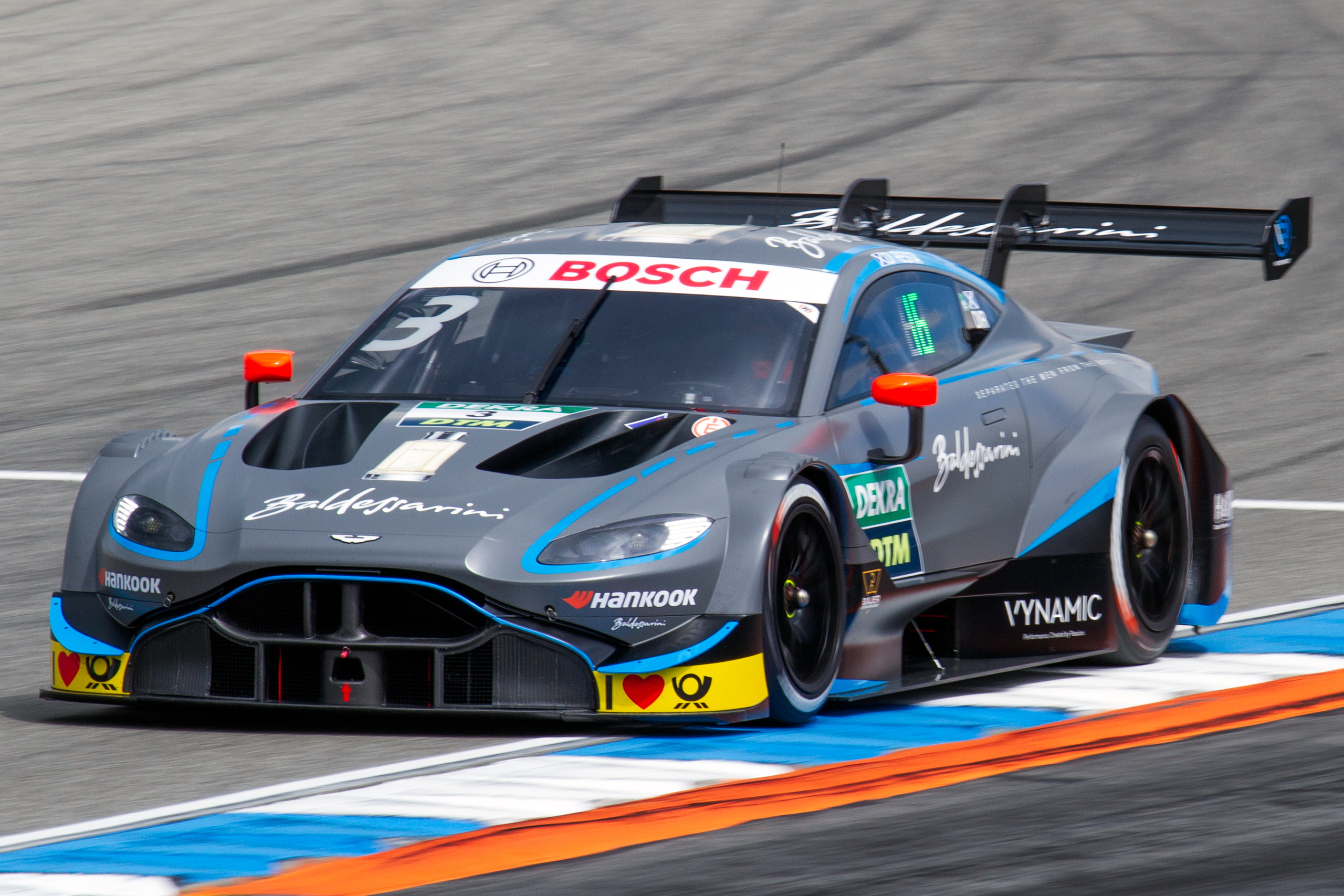
Paul di Resta i Aston Martin Vantage DTM på Hockenheimring 2019.

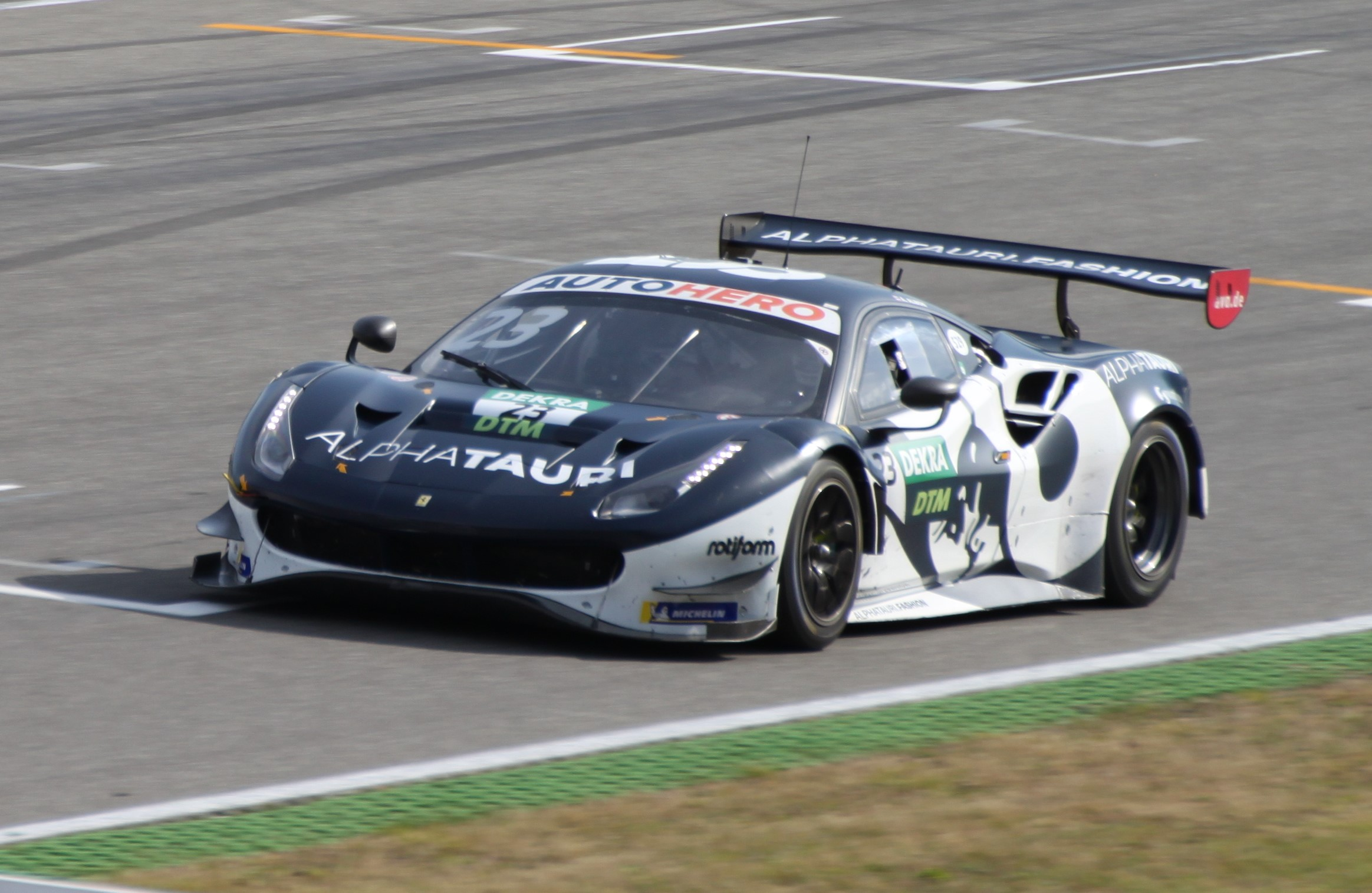
Alexander Albon i Ferrari 488 GT3 Evo på Hockenheimring 2021.

Deutsche Tourenwagen Masters, förkortas DTM, tidigare Deutsche Tourenwagen Meisterschaft, "tyska standardvagnsmästerskapet", är en bilsportsserie som är baserad i Tyskland, men som numera körs på racerbanor runt hela Europa.

## Deutsche Tourenwagen Meisterschaft
Deutsche Tourenwagen Meisterschaft ersatte Deutsche Rennsport Meisterschaft (DRM) som nationellt standardvagnsmästerskap från säsongen 1984. Den första deltävlingen hölls på Zolderbanan den 11 mars 1984 och vinnare i loppet var Harald Grohs i en BMW. Mästerskapet kördes enligt FIA:s Grupp A-reglemente. Ganska snart passerade DTM sin företrädare DRM som Tysklands mest populära bilsportserie. Mästerskapet lockade inte bara inhemska deltagare utan även utländska förare och bilmärken som Rover och Volvo. Redan andra säsongen vann svenske Per Stureson mästerskapet. Även "Peggen" Andersson körde DTM på 1980-talet.
Till 1993 öppnades DTM för mer avancerade bilar enligt Klass 1-reglementet. Reglerna tillät nu större 2,5-litersmotorer, fyrhjulsdrift och ABS-bromsar. Bilarna var betydligt mer kostsamma att driva och endast Alfa Romeo, Mercedes-Benz och Opel fortsatte att tävla i DTM. Flera av de tidigare tillverkarna valde istället att köra Super Tourenwagen Cup, där man tävlade med Supertouring-bilar.
Säsongen 1995 startade FIA en internationell serie för Klass 1 standardvagnar, kallad International Touring Car Championship (ITC). Under detta år kördes DTM parallellt med den internationella serien, men året därpå ersattes DTM av ITC.

### Säsonger

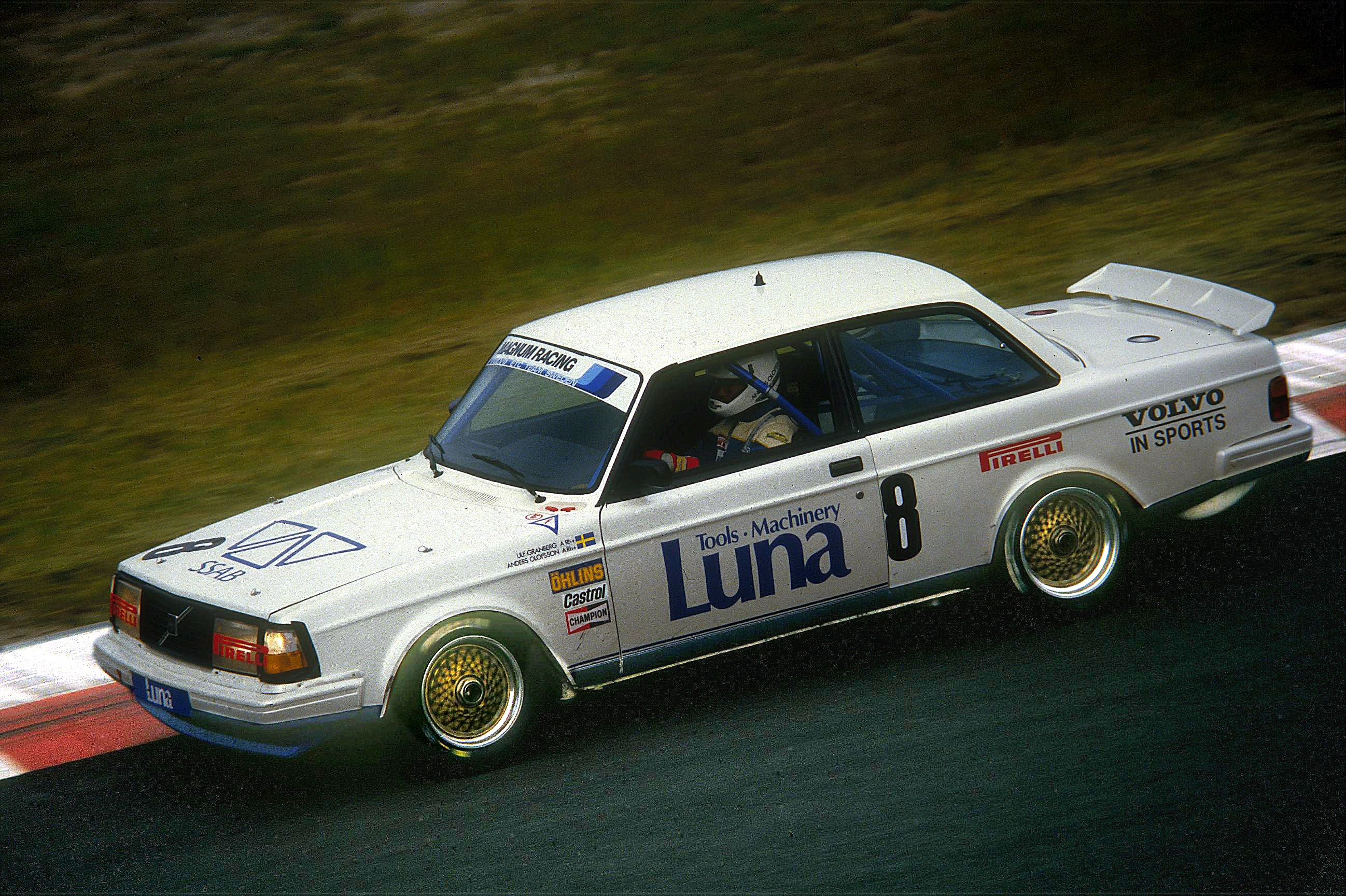
Anders Olofsson i en Volvo 242 Turbo 1985.

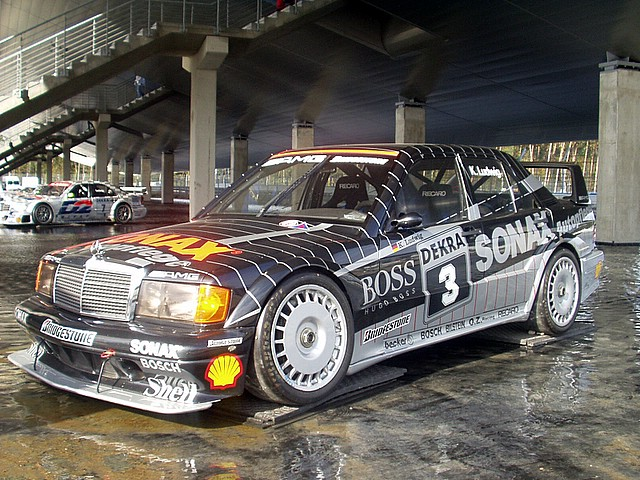
Klaus Ludwigs Mercedes-Benz 190E 2.5-16 Evo2 från 1992.

| År   | Etta                            | Tvåa                           | Trea                            |
| ---- | ------------------------------- | ------------------------------ | ------------------------------- |
| 1995 | Bernd Schneider · Mercedes-Benz | Jörg van Ommen · Mercedes-Benz | Klaus Ludwig · Opel             |
| 1994 | Klaus Ludwig · Mercedes-Benz    | Jörg van Ommen · Mercedes-Benz | Nicola Larini · Alfa Romeo      |
| 1993 | Nicola Larini · Alfa Romeo      | Roland Asch · Mercedes-Benz    | Bernd Schneider · Mercedes-Benz |
| 1992 | Klaus Ludwig · Mercedes-Benz    | Kurt Thiim · Mercedes-Benz     | Bernd Schneider · Mercedes-Benz |
| 1991 | Frank Biela · Audi              | Klaus Ludwig · Mercedes-Benz   | Hans-Joachim Stuck · Audi       |
| 1990 | Hans-Joachim Stuck · Audi       | Johnny Cecotto · BMW           | Kurt Thiim · Mercedes-Benz      |
| 1989 | Roberto Ravaglia · BMW          | Klaus Niedzwiedz · Ford        | Fabien Giroix · BMW             |
| 1988 | Klaus Ludwig · Ford             | Roland Asch · Mercedes-Benz    | Armin Hahne · Ford              |
| 1987 | Eric van de Poele · BMW         | Manuel Reuter · Ford           | Marc Hessel · BMW               |
| 1986 | Kurt Thiim · Rover              | Volker Weidler · Mercedes-Benz | Kurt König · BMW                |
| 1985 | Per Stureson · Volvo            | Olaf Manthey · Rover           | Harald Grohs · BMW              |
| 1984 | Volker Strycek · BMW            | Olaf Manthey · Rover           | Harald Grohs · BMW              |

## International Touring Car Championship

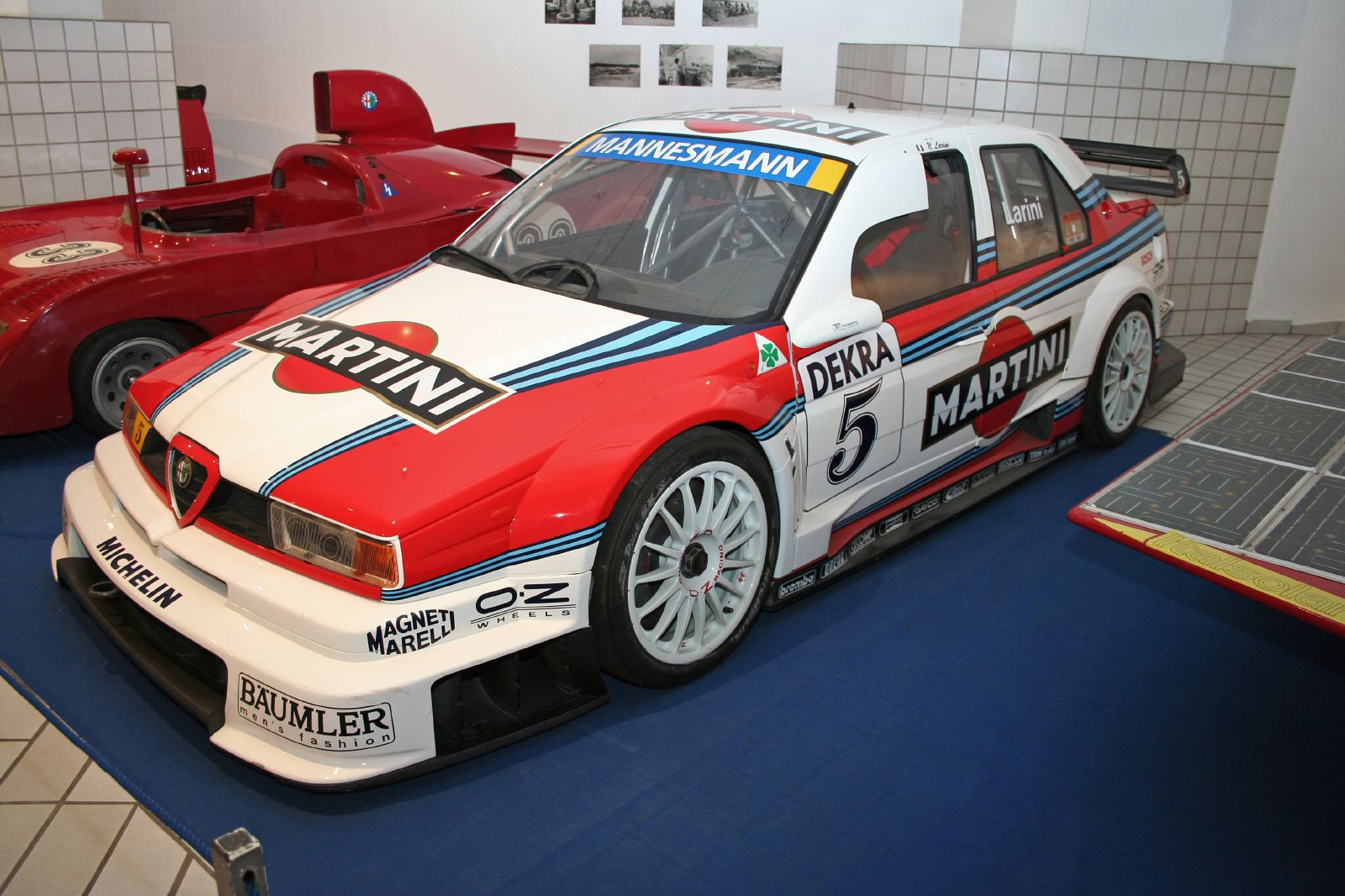
Nicola Larinis Alfa Romeo 155 V6 TI från 1996.

ITC var en internationell serie för Klass 1 standardvagnar som startades av Internationella bilsportförbundet FIA 1995. Serien kördes bara två säsonger. Deltagarna ansåg att resorna mellan olika länder var mycket kostsamt och publikintresset utanför Tyskland var svagt. Därför drog sig Alfa Romeo och Opel ur ITC efter 1996 och med endast ett deltagande märke kvar, Mercedes-Benz, valde FIA att lägga ned serien.

### Säsonger
| År   | Etta                            | Tvåa                            | Trea                             |
| ---- | ------------------------------- | ------------------------------- | -------------------------------- |
| 1996 | Manuel Reuter · Opel            | Bernd Schneider · Mercedes-Benz | Alessandro Nannini · Alfa Romeo  |
| 1995 | Bernd Schneider · Mercedes-Benz | Jan Magnussen · Mercedes-Benz   | Dario Franchitti · Mercedes-Benz |

## Deutsche Tourenwagen Masters

### Silhouette-eran (2000-2018)
År 2000 återuppstod DTM, nu under namnet Deutsche Tourenwagen Masters. Serien har släppt kopplingen till standardvagnar och tävlar med silhouetter enligt ett eget reglemente. Karossen liknar en personbil, men resten är ren tävlingsbil med kolfiberchassi, bakhjulsdrift och en V8-motor på fyra liter. De första säsongerna tävlade Mercedes-Benz och Opel. 2004 tillkom även Audi, medan Opel lämnade efter säsongen 2005.
Nya DTM är nu ett av Europas största sportevenemang. Tävlingen har hundratusentals åskådare på plats och miljoner tv-tittare i 49 länder och serien är högst rankad inom touringcarvärlden. De flesta deltävlingarna går i Tyskland, på banor som Nürburgring, Hockenheimring och Motopark Oschersleben, men även utomlands. Deltävlingar har hållits på bland annat Automotodrom Brno, Circuit de Spa-Francorchamps och Istanbul Park. Mattias Ekström har vunnit mästerskapet två gånger i en Audi A4 DTM, 2004 och 2007.

### Class 1-eran (2019-2020)
Efter 19 säsonger med V8 sugmotorer anammade DTM Class 1-reglementet till säsongen 2019. Samma reglemente används även av japanska Super GT. Bilarna var fortfarande av silhouette-typ men motorerna var nu bränslesnålare tvåliters radfyror med turbo.

### GT3-eran (2021- )
Class 1-reglementet blev ingen succé och efter 2020 såg det ut som att BMW skulle bli ensam biltillverkare kvar i mästerskapet. DTM beslutade då att överge standardvagnsformatet och istället gå över till Gran Turismo-racing med GT3-bilar.

### Säsonger
| År   | Etta                                                                      | Tvåa                                                                                           | Trea                                                                 |
| ---- | ------------------------------------------------------------------------- | ---------------------------------------------------------------------------------------------- | -------------------------------------------------------------------- |
| 2023 | Thomas Preining · Manthey-Racing (Porsche 911 GT3 R)                      | Mirko Bortolotti · SSR Performance (Lamborghini Huracán GT3 Evo)                               | Ricardo Feller · Team Abt Sportsline (Audi R8 LMS GT3)               |
| 2022 | Sheldon van der Linde · Schubert Motorsport (BMW M4 GT3)                  | Lucas Auer · Mercedes-AMG Team Winward (Mercedes-AMG GT3)                                      | René Rast · Team Abt Sportsline (Audi R8 LMS GT3)                    |
| 2021 | Maximilian Götz · Mercedes-AMG Team HRT (Mercedes-AMG GT3)                | Liam Lawson · Red Bull AlphaTauri AF Corse (Ferrari 488 GT3)                                   | Kelvin van der Linde · Team Abt Sportsline (Audi R8 LMS GT3)         |
| 2020 | René Rast · Audi Sport Team Rosberg (Audi RS5 DTM)                        | Nico Müller · Audi Sport Team Abt Sportsline (Audi RS5 DTM)                                    | Robin Frijns · Audi Sport Team Abt Sportsline (Audi RS5 DTM)         |
| 2019 | René Rast · Audi Sport Team Rosberg (Audi RS5 DTM)                        | Nico Müller · Audi Sport Team Abt Sportsline (Audi RS5 DTM)                                    | Marco Wittmann · BMW Team RMG (BMW M4 DTM)                           |
| 2018 | Gary Paffett · Mercedes-AMG Motorsport PETRONAS (Mercedes-AMG C63 DTM)    | René Rast · Audi Sport Team Rosberg (Audi RS5 DTM)                                             | Paul di Resta · Mercedes-AMG Motorsport REMUS (Mercedes-AMG C63 DTM) |
| 2017 | René Rast · Audi Sport Team Rosberg (Audi RS5 DTM)                        | Mattias Ekström · Audi Sport Team Abt Sportsline (Audi RS5 DTM)                                | Jamie Green · Audi Sport Team Rosberg (Audi RS5 DTM)                 |
| 2016 | Marco Wittmann · BMW Team RMG (BMW M4 DTM)                                | Edoardo Mortara · Audi Sport Team Abt Sportsline (Audi RS5 DTM)                                | Jamie Green · Audi Sport Team Rosberg (Audi RS5 DTM)                 |
| 2015 | Marco Wittmann · gooix/Original-Teile Mercedes-AMG (Mercedes-AMG C63 DTM) | Jamie Green · Audi Sport Team Rosberg (Audi RS5 DTM)                                           | Mattias Ekström · Audi Sport Team Abt Sportsline (Audi RS5 DTM)      |
| 2014 | Marco Wittmann · BMW Team RMG (BMW)                                       | Mattias Ekström · Audi Sport Team Abt Sportsline (Audi)                                        | Mike Rockenfeller · Audi Sport Team Phoenix (Audi)                   |
| 2013 | Mike Rockenfeller · Phoenix Racing (Audi RS5 DTM)                         | Augusto Farfus · BMW Team RBM (BMW M3 DTM)                                                     | Bruno Spengler · BMW Team Schnitzer (BMW M3 DTM)                     |
| 2012 | Bruno Spengler · BMW Team Schnitzer (BMW M3 DTM)                          | Gary Paffett · HWA Team (AMG-Mercedes C-Klasse Coupé)                                          | Jamie Green · HWA Team (AMG-Mercedes C-Klasse Coupé)                 |
| 2011 | Martin Tomczyk · Audi Sport Team Phoenix (Audi A4 DTM 2008)               | Mattias Ekström · Audi Sport Team Abt Sportsline (Audi A4 DTM 2009)                            | Bruno Spengler · HWA Team (AMG-Mercedes-Benz C-Klasse 2009)          |
| 2010 | Paul di Resta · HWA Team (AMG-Mercedes-Benz C-Klasse 2009)                | Gary Paffett · HWA Team (AMG-Mercedes-Benz C-Klasse 2009)                                      | Bruno Spengler · HWA Team (AMG-Mercedes-Benz C-Klasse 2009)          |
| 2009 | Timo Scheider · Audi Sport Team Abt Sportsline (Audi A4 DTM 2009)         | Gary Paffett · Salzgitter AMG Mercedes-Benz (AMG-Mercedes-Benz C-Klasse 2009)                  | Paul di Resta · AMG Mercedes-Benz (AMG-Mercedes-Benz C-Klasse 2009)  |
| 2008 | Timo Scheider · Audi Sport Team Abt Sportsline (Audi A4 DTM 2008)         | Paul di Resta · AMG Mercedes-Benz (AMG-Mercedes-Benz C-Klasse 2008)                            | Mattias Ekström · Audi Sport Team Abt Sportsline (Audi A4 DTM 2008)  |
| 2007 | Mattias Ekström · Audi Sport Team Abt Sportsline (Audi A4 DTM 2007)       | Bruno Spengler · DaimlerChrysler Bank AMG Mercedes-Benz (HWA) (AMG-Mercedes-Benz C-klass 2007) | Martin Tomczyk · Audi Sport Team Abt (Audi A4 DTM 2007)              |
| 2006 | Bernd Schneider · Vodafone AMG-Mercedes-Benz (Mercedes-Benz C-klass)      | Bruno Spengler · DaimlerChrysler Bank AMG-Mercedes-Benz (Mercedes-Benz C-klass)                | Tom Kristensen · Audi Sport Team Abt (Audi A4)                       |
| 2005 | Gary Paffett · HWA (Mercedes-Benz C-klass)                                | Mattias Ekström · Abt Sportsline (Audi A4)                                                     | Tom Kristensen · Abt Sportsline (Audi A4)                            |
| 2004 | Mattias Ekström · Abt Sportsline (Audi A4)                                | Gary Paffett · HWA (Mercedes-Benz C-klass)                                                     | Christijan Albers · HWA (Mercedes-Benz C-klass)                      |
| 2003 | Bernd Schneider · HWA (Mercedes-Benz CLK-klass)                           | Christijan Albers · HWA (Mercedes-Benz CLK-klass)                                              | Marcel Fässler · HWA (Mercedes-Benz CLK-klass)                       |
| 2002 | Laurent Aiello · Abt Sportsline (Audi TT)                                 | Bernd Schneider · HWA (Mercedes-Benz CLK-klass)                                                | Mattias Ekström · Abt Sportsline (Audi TT)                           |
| 2001 | Bernd Schneider · Mercedes-Benz                                           | Uwe Alzen · Mercedes-Benz                                                                      | Peter Dumbreck · Mercedes-Benz                                       |
| 2000 | Bernd Schneider · Mercedes-Benz                                           | Manuel Reuter · Opel                                                                           | Klaus Ludwig · Mercedes-Benz                                         |